# Capanna Piansecco
La capanna Piansecco è un rifugio alpino situato sopra All'Acqua, nel comune di Bedretto, nel Canton Ticino, in val Bedretto, nelle Alpi Lepontine, a 1.982 m s.l.m.

## Storia
La vecchia baracca militare del 1972 fu sostituita nel 1995 dalla capanna attuale.

## Caratteristiche
La capanna è disposta su due piani, con due refettori per un totale di 54 posti. Sono a disposizione piani di cottura sia a legna che a gas, completi di utensili di cucina. I servizi igienici e l'acqua corrente sono all'interno dell'edificio. Il riscaldamento è a legna. L'illuminazione è prodotta da pannelli solari. Vi sono 4 dormitori da 12 posti letto e uno da 6. Il piazzale esterno ha tavoli e fontana.

## Accessi
- All'Acqua 1.614 m - All'Acqua è raggiungibile anche con i mezzi pubblici. - Tempo di percorrenza: 1 ora - Dislivello: 350 metri - Difficoltà: T2
- Alpe Cruina 2.099 m - L'Alpe Cruina è raggiungibile anche con i mezzi pubblici. - Tempo di percorrenza: 1,30 ore - Dislivello: -100 metri-Difficoltà: T2
- Bedretto 1.442 m - Bedretto è raggiungibile anche con i mezzi pubblici. - Tempo di percorrenza: 2 ore - Dislivello: 500 metri - Difficoltà: T2.

## Ascensioni
- Pizzo Rotondo
- Lago delle Pigne 2.278 m[1] - Tempo di percorrenza: 2 ore - Dislivello: 600 metri - Difficoltà: T2

## Traversate
- Capanna Corno Gries 2,30 ore
- Rifugio Maria Luisa 3,30 ore (I)
- Capanna Cristallina 5 ore
- Capanna del Pizzo Rotondo 5 ore (UR)
- Rifugio Città di Busto 5 ore (I)
- Capanna Basòdino 7 ore